# Красилов, Пётр Анатольевич
Пётр Анато́льевич Краси́лов  (род. 3 июня 1977, Балашиха) — российский актёр театра и кино. Лауреат Приза зрительских симпатий (1995). Заслуженный артист России (2019).

## Биография
Пётр Красилов родился 3 июня 1977 года.
В 1999 году Пётр окончил Высшее театральное училище им. М. С. Щепкина. После чего некоторое время работал в театре «Российской Армии», потом в «Ленкоме». Из этих театров актёр ушёл, получив выгодное предложение работы в Российском академическом молодёжном театре.
В 2002 году состоялась премьера спектакля «Эраст Фандорин» по роману Бориса Акунина — «Азазель». Постановщиком являлся Алексей Бородин. Герой Петра Красилова — Эраст Фандорин.
Эта первая большая работа молодого актёра была высоко отмечена. В том же 2002 году за роль Эраста Фандорина Пётр Красилов получил премию «Чайка» в номинации «Прорыв».
Первой ролью в кино стал князь Михаил Репнин в телевизионном сериале «Бедная Настя».
В 2006 году Пётр Красилов в паре с фигуристкой Оксаной Грищук приняли участие в шоу «Танцы на льду», в финале которого одержали победу.
В 2011 году снялся в клипе Натальи Бучинской — «Грешная любовь». В 2018 году удостоен Почётной грамоты Президента Российской Федерации.

## Личная жизнь
Состоял в фактическом браке с актрисой Натальей Селивановой. Сын Иван (род. в 2002 г.).
В 2005-2021 годах был женат на актрисе Ирине Шебеко. Дочь Александра.

## Творчество

### Роли в театре

#### РАМТ
- «Капитанская дочка» — Гринёв
- «Лоренцаччо» — торговец шёлком
- «Незнайка-путешественник» — доктор Пилюлькин
- «Поллиана» — ангел
- «Приключения Тома Сойера» — Гек Финн
- «Сон с продолжением»
- «Эраст Фандорин» — Эраст Фандорин
- «Таня» — Вася
- «Вишнёвый сад» — Пётр Трофимов
- «Инь и Ян» — Маса
- «Красное и чёрное» — Жюльен Сорель
- «Приглашение на казнь» — Пьер
- «Чехов-гала» — Ломов / Апломбов
- «Рок-н-ролл» — Ян
- «Подходцев и двое других» — Подходцев
- «Демократия» — Гюнтер Гийом
- «Проблема» — Спайк

#### Театр «Ателье»(«Независимый театральный проект»)
- 2002 — «Ladies' night. Только для женщин»[7] по пьесе Энтони Маккартена, Стефана Синклера и Жака Коллара — Норман
- 2004 — «Боинг-Боинг»[8] по пьесе Марка Камолетти — Бернар
- 2005 — «Жестокие танцы»[9] Танцевальный марафон по мотивам романа Хораса Маккоя «Загнанных лошадей пристреливают, не правда ли?» — Роберт
- 2006 — «Дед Мороз - Мерзавец"»[10] Ж. Баласко, М.-А. Шазель, К. Клавье, Ж. Жюньо, Т. Лермитт, Б. Мойно — Мортез
- 2008 — «Театр по правилам и без» М. Фрейн, режиссёр В. Петров — Роджер-Гарри
- 2014 — «История любви»[11] по пьесе Ж. Сиблейрас — Стефан

#### Театр имени Станиславского
- «Мастер и Маргарита» — Иван Бездомный
- «Стакан воды» — капитан Мэшем

#### Роли в других театрах
- «Точка чести» (театральный проект Андрея Рыклина), первое название спектакля — «Дуэль»
- «Жених с того света»  — Труффальдино, (T-Arte)
- «Жена на двоих»  — Макс, (МаДи)
- «Идеальная жена»  — Геннадий, (Продюсерская компания Аметист)
- «Роковое наследство» (VIP-Театр)
- «Чего же хотят женщины?»  — Пол, (Театральное агентство «Оптимистический театр»)
- «Аверченко и двое других, или Безобразие, которому имени нет» — Подходцев
- «Это беспощадное искусство» (ArtRusVek)
- «Когда ангелы шутят»  — Вадим, (Продюсерская компания Аметист)

### Фильмография
- 2003 — Бедная Настя — князь Михаил Репнин
- 2004 — Грехи отцов — Дмитрий Павловский
- 2005 — Не родись красивой — Роман Малиновский
- 2006 — Всё смешалось в доме… — Руслан Бобов (Люся)
- 2007 — Пирожки с картошкой — Юрий
- 2008 — Второе дыхание — Павел Макаров
- 2008 — Королева льда — Борис Спасский
- 2008 — Полёт фантазии — Николай Снегирёв
- 2008 — Откуда берутся дети — Павел Макаров
- 2009 — Лапушки — Павел Принцев
- 2010 — Варенье из сакуры — Дмитрий Воронцов
- 2010 — Сильная слабая женщина — Артём
- 2011 — Записки экспедитора тайной канцелярии — Семён Плахов
- 2011 — Группа счастья — массажист
- 2011 — Гончие 4 — Валерий Хвостов (Хвост)
- 2011 — Удиви меня — Роман Зубов, майор полиции
- 2012 — Мамочка моя — Виктор Таисов
- 2013 — Жить дальше — Воротников
- 2013 — Идеальный брак — Виктор
- 2014 — Вернёшься — поговорим — Иван Тихонов, художник
- 2015 — Людмила Гурченко — Борис